# Etonbury
Etonbury är ett slott i Storbritannien.   Det ligger i kommunen Central Bedfordshire i riksdelen England, i den sydöstra delen av landet, 60 km norr om huvudstaden London. Etonbury ligger 38 meter över havet.
Terrängen runt Etonbury är platt.Runt Etonbury är det tätbefolkat, med 709 invånare per kvadratkilometer. Närmaste större samhälle är Luton, 19,4 km sydväst om Etonbury. Trakten runt Etonbury består till största delen av jordbruksmark.